# Deutsche Meisterschaften 1943
Als Deutsche Meisterschaft(en) 1943 oder DM 1943 bezeichnet man folgende Deutsche Meisterschaften, die im Jahr 1943 stattgefunden haben: 
- Deutsche Fechtmeisterschaften 1943
- Deutsche Leichtathletik-Meisterschaften 1943
- Deutsche Schwimmmeisterschaften 1943
- Deutsche Turn- und Spielmeisterschaften 1943
- Deutsche Turnmeisterschaften 1943
- Deutsches Meisterschaftsrudern 1943